# Astrocitoma anaplàstic
L'astrocitoma anaplàstic (AA) és un tipus rar de glioma que normalment deriva de la malignització d'un astrocitoma de grau baix (astrocitoma pilocític, astrocitoma difús), encara que també s'han descrit casos sense evidències de lesió prèvia. Està classificat en el grau III de l'OMS (tumors anaplàstics amb una evolució molt ràpida), i la seva tendència natural és la progressió maligna cap al glioblastoma.
En les imatges per ressonància magnètica es mostra com una lesió sòlida expansiva, mal delimitada, amb edema perilesional associat i que capta contrast. Histològicament es caracteritza per atipies nuclears, augment del nombre de cèl·lules i significativa activitat proliferativa. La neoplàsia s'infiltra de manera difusa en el teixit circumdant, sense destruir-ho per complet, de manera que les estructures afectades apareixen engrossides.
El astrocitoma anaplàstic constitueix el 4% de tots els tumors primaris del sistema nerviós central. A Europa, el 60% dels casos es diagnostiquen en l'edat adulta, entre els 45 i els 69 anys. En aquest grup d'edat la taxa d'incidència anual es troba entre 0,5 i 0,7 per 100.000. És més freqüent en homes. Afecta principalment als hemisferis cerebrals, particularment en els lòbuls frontal i temporal. L'interval entre els primers símptomes i el diagnòstic és d'aproximadament 1,5 - 2 anys. El tractament comprèn resecció quirúrgica, radioteràpia i quimioteràpia. La mitjana de supervivència és de 15-27 mesos i la taxa de supervivència a 5 anys es xifra al voltant d'un 23,6%.

## Patología
Els astrocitomes anaplàstics entren en la categoria de gliomes de grau alt (grau III-IV de l'OMS), que són gliomes patològicament indiferenciats que porten aparellat un mal pronòstic clínic. Poden sorgir de novo o ser el resultat d'una progressió maligna d'un astrocitoma difús (grau II OMS). A diferència del glioblastoma (grau IV OMS), a l'astrocitoma anaplàstic li manca la proliferació vascular i de necrosi a l'avaluació patològica.
Les mostres de biòpsia del tumor en general mostren una elevada densitat cel·lular, atipies, mitosi i una significativa activitat proliferativa. L'origen astrocitari del tumor pot ser determinat mitjançant la detecció de la GFAP amb mètodes immunohistoquímics. En més de la meitat dels tumors poden detectar mutacions de la proteïna Tp53 i de l'isocitrat deshidrogenasa (IDH).

## Símptomes
La simptomatologia de presentació és no és específica i varia en funció de la localització del tumor, la mida i l'edema associat. És freqüent l'aparició de crisis epilèptiques, cefalàlgies, alteracions visuals, dèficits neurològics focals o deteriorament cognitiu progressiu. L'interval de temps entre l'aparició dels símptomes i el diagnòstic és d'aproximadament 1,5 - 2 anys. Les convulsions són menys comuns entre els pacients amb astrocitomes anaplásics en comparació amb les lesions de grau baix.

## Causes
La majoria dels gliomes de grau alt es produeixen esporàdicament o sense una causa identificable. L'etiologia d'aquestes neoplàsies segueix sent en gran part desconeguda, encara que s'han relacionat amb certs síndromes hereditaris com la neurofibromatosi tipus I, la síndrome de Li-Fraumeni, la síndrome de Lynch, i l'esclerosi tuberosa. També s'han associat a una exposició perllongada a tòxics ambientals (hidrocarburs aromàtics policíclics clorats, derivats del petroli) i a estímuls electromagnètics (telèfons mòbils).

## Diagnòstic

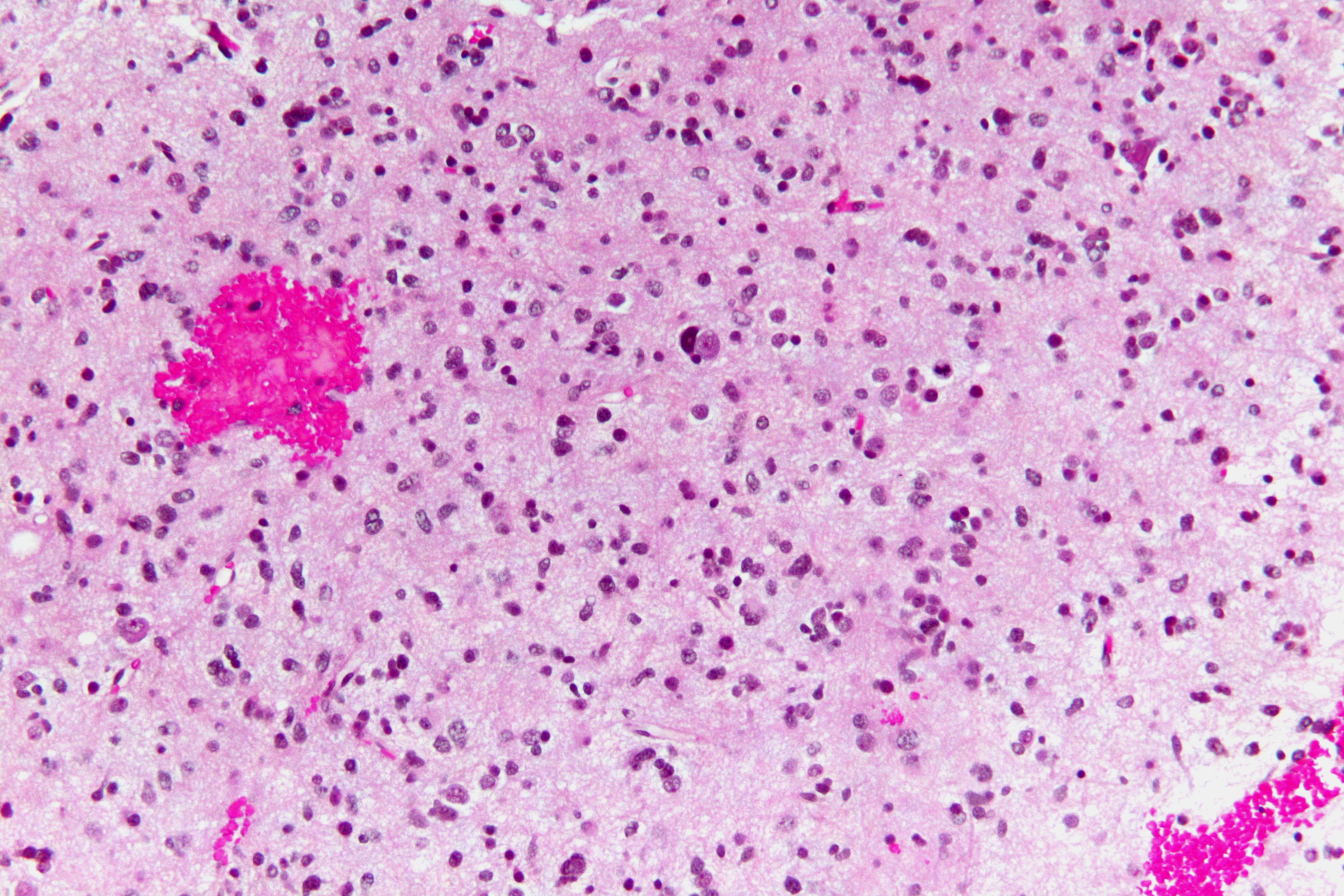
Micrografia d'un astrocitoma anaplàstic. Biòpsia cerebral. Tinció d'HE. Les característiques típiques són presents: marcada atipia nuclear, nuclis allargats, mitosi, fins processos fibril·lars, etc.

Les imatges per ressonància magnètica generalment mostra una lesió sòlida expansiva amb edema associat i captant de contrast. Pot ser difícil de distingir del glioblastoma multiforme (GBM), pel que és necessària la confirmació histològica per a un diagnòstic adequat.

## Tractament
El tractament estàndard actual consisteix en la resecció quirúrgica del tumor en la mesura del possible, seguida de radioteràpia i quimioteràpia.
El tractament inicial estàndard és extirpar la major quantitat de tumor possible sense empitjorar els dèficits neurològics. S'ha demostrat que la radioteràpia perllonga la supervivència i és una component estàndard del tractament. Tot i que el tractament quimioteràpic amb temozolomida és eficaç per al tractament de l'astrocitoma anaplàstic recidivant, no s'ha provat del tot el seu paper com a coadjuvant a la radioteràpia.

## Prognosi
Els factors que influeixen en la supervivència són, entre d'altres, l'edat del pacient en el moment del diagnòstic, la puntuació en l'escala de Karnofsky (KPS) i l'extensió de la resecció.
La taxa de supervivència relativa a 5 anys estàndard és de 23,6%. Els pacients amb aquest tumor tenen 46 vegades més probabilitats de morir que els que corresponen a la població general. És important assenyalar que el pronòstic entre els grups d'edat és diferent, especialment durant els tres primers anys després del diagnòstic. Quan es compara la població gran amb adults joves, la proporció d'excés de riscos (una relació de risc que es corregeix per les diferències de mortalitat entre els grups d'edat) disminueix de 10,15 a 1,85 entre 1 i 3 anys, la qual cosa significa que la població d'edat avançada és molt més probable que morir en el primer any després del diagnòstic en comparació amb adults joves (de 15 a 40 anys), però després de tres anys, aquesta diferència es redueix notablement.
La mitjana de supervivència típica de l'astrocitoma anaplàstic és de 2-3 anys. La progressió secundària a glioblastoma multiforme és comuna. La radiació, l'edat més jove, el sexe femení, el tractament després del 2000 i la cirurgia es van associar amb una millor supervivència en pacients amb astrocitoma anaplàstic.